# Lijst van gemeentelijke monumenten in Flevoland

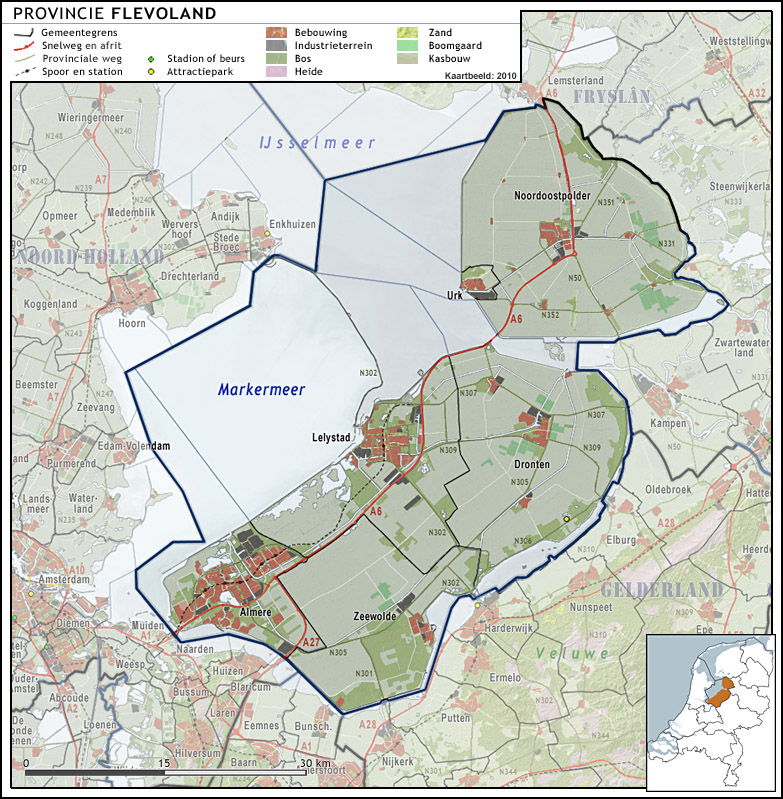
Flevoland

In een aantal gemeenten in Flevoland zijn er gemeentelijke monumenten door de gemeente aangewezen.
- Lijst van gemeentelijke monumenten in Almere
- Lijst van gemeentelijke monumenten in Dronten
- Lijst van gemeentelijke monumenten in Lelystad
- Lijst van gemeentelijke monumenten in Noordoostpolder
- Lijst van gemeentelijke monumenten op Urk
- De gemeente Zeewolde heeft anno 2013 geen gemeentelijke monumenten.